# Ночной портье (фильм, 1974)
«Ночной портье» (итал. Il Portiere Di Notte) — кинофильм Лилианы Кавани.

## Сюжет
1957 год. В венской гостинице случайно встречаются бывший нацист и бывшая заключённая концлагеря. Пробудившиеся воспоминания как палача, так и жертвы разжигают между ними странное, противоестественное влечение, которое психоаналитик назвал бы садомазохизмом. Когда эти двое пытаются возродить свои отношения, товарищи нациста, служившие с ним в войсках СС, начинают их преследовать.

## В ролях
| Актёр             | Роль                      |
| ----------------- | ------------------------- |
| Дирк Богард       | Максимилиан Тео Альдорфер |
| Шарлотта Рэмплинг | Лючия Атертон             |
| Филип Леруа       | Клаус                     |
| Габриэле Ферцетти | Ханс                      |
| Иза Миранда       | графиня Штайн             |
| Марино Мазе       | Атертон                   |

## Культурное значение
Вышедший в 1974 году фильм произвёл эффект разорвавшейся бомбы. Сцены сексуального насилия, демонстрируемые в ленте, по тем временам являлись очень откровенными.
В Советском Союзе и России уже в начале 90-х (просмотр был в только что открывшихся видеосалонах) фильм был очень популярен.
В Италии фильм был разрешён для просмотра зрителями старше 18 лет, во Франции цензуры не было вообще, в США возрастная категория была ограничена 14 годами. Везде в кинотеатрах стояли очереди. В Нью-Йорке, чтобы картина шла лучше, дистрибьютор Лилианы выкупил две страницы в газете «Нью-Йорк Таймс» (критики написали очень негативные материалы, что вызвало интерес). А в Лондоне этот же дистрибьютор сделал премьерный показ для «хороших» критиков (написали как о выдающемся фильме). В итоге зритель пошёл в кино уже и без статей.
Во время показа в Париже Лилиане позвонил её друг и сказал, что она сама должна всё увидеть. Она приехала и увидела очередь в кинотеатр. Через несколько дней фильм вышел в Италии, и помощник Кавани сообщил ей: «Здесь очереди ещё хуже, здесь кости ломают». Сама Лилиан не предполагала, что фильм вызовет такой ажиотаж.

## Дополнительная информация
- Сцена, когда героиня Шарлотты Рэмплинг танцует топлес перед немецким офицером, вошла в 100 лучших сцен мирового кино. Её сняли с одного дубля (актеры выложились в ней психологически, ещё раз это не получилось бы)[2].
- Вверху кадра сцены (с 50 мин 27 сек до 54 мин 43 сек), когда Лючия (Шарлотта Рэмплинг) пытается бежать из номера, где её настиг Максимилиан (Дирк Богард), завис человеческий волос. Оператор предлагал переснимать, и Лилиан, внимательно приглядевшись, согласилась, что, конечно, волос виден. Однако, решив, что вряд ли зритель обратит на него внимание, сказала: «Нет. Лишней плёнки нет. В этой сцене Шарлотта и Дирк сыграли гениально»[2].
- Лилиана Кавани сказала, что «Ночной портье» — «своего рода эссе, я делала его для себя и очень удивилась его успеху»[3]